# Falgueyrat
Falgueyrat ist eine frühere französische Gemeinde mit zuletzt 62 Einwohnern (Stand 1968) im Département Dordogne in der Region Nouvelle-Aquitaine (vor 2016: Aquitanien).
Am 1. Januar 1973 schlossen sich die ehemaligen Gemeinden Falgueyrat, Mandacou und Eyrenville zur neu entstandenen Gemeinde Plaisance zusammen, wobei die früheren Gemeinden den Status einer Commune associée erhielten. Der Hauptort von Plaisance wurde dabei Eyrenville. Durch Beschluss nach dem Referendum vom 17. Januar 2010 wurde der Zusammenschluss in die Form einer einfachen Fusion der drei communes associées umgewandelt, bei der die früheren Gemeinden in Plaisance integriert wurden.

## Geographie
Falgueyrat liegt ca. 20 km südsüdöstlich von Bergerac im Gebiet Bergeracois der historischen Provinz Périgord.

## Geschichte
Das Dorf unterstand einst Calech, das heute ein Weiler von Saint-Aubin-de-Cadelech ist. Der Landstrich war von der Grundherrschaft von Cahuzac abhängig. Am Ende des Mittelalters gehörte Falgueyrat wie Eyrenville zum Bistum Sarlat.

### Toponymie
Der Name des Orts leitet sich vom okzitanischen falguieràs (deutsch Farne) ab, das vom lateinischen filicaria stammt.
Toponyme und Erwähnungen von Falgueyrat waren:
- Falgayrac (Kopialbuch der Abtei La Sauve-Majeure),
- Hospitale de Falgueyraco (1282, Urkunden des Malteserordens),
- Falgayracum (1554, Schild der Bistümer Périgueux und Sarlat),
- Falgueyret (Karte von Belleyme),
- Falgueyrac (1750 und 1793, Karte von Cassini bzw. Notice Communale),
- Falgueyrat (1801, Bulletin des Lois),
- Falgayrac (1873, Dictionnaire topographique du département de la Dordogne).[4][5][6]

### Einwohnerentwicklung
Zu Beginn der Aufzeichnungen betrug die Einwohnerzahl einen Höchststand von 380. In der Folgezeit sank die Einwohnerzahl bei kurzen Erholungsphasen bis zur Auflösung der Gemeinde auf rund 60 Einwohner.
| Jahr      | 1962 | 1968 |
| --------- | ---- | ---- |
| Einwohner | 91   | 62   |

## Sehenswürdigkeiten

### PfarrkircheSaint-Jean
Sie unterstand der Komturei des Templerordens in Montguyard. Die heutige Kirche mit einem Glockengiebel ist ein Neubau des 19. Jahrhunderts.